# Nicosia
Nicosia (tiếng Hy Lạp: Λευκωσία [lefkoˈsi.a]; tiếng Thổ Nhĩ Kỳ: Lefkoşa [lefˈkoʃa]) là thành phố lớn nhất trên đảo Síp. Nó tọa lạc gần trung tâm của đồng bằng Mesaoria, cạnh sông Pedieos.
Nicosia là thủ đô và nơi đặt trụ sở chính phủ Cộng hòa Síp. Đây là một điểm dân cư có người sống liên tục trong hơn 4.500 năm và đã là trung tâm đảo Síp từ thế kỷ 10. Người Síp Hy Lạp và người Síp Thổ Nhĩ Kỳ tại Nicosia bị chia cắt về hai phía nam và bắc từ năm 1963, sau khi cuộc khủng hoảng Síp nổ ra. Đường phân chia trở thành biên giới quân sự giữa Cộng hòa Síp và Bắc Síp sau khi Thổ Nhĩ Kỳ mở cuộc tấn công đảo Síp năm 1974, chiếm giữ miền bắc của đảo, gồm cả bắc Nicosia. Ngày nay, phần miền bắc của thành phố là thủ đô của Bắc Síp, một nhà nước chỉ được công nhận bởi Thổ Nhĩ Kỳ và được cộng đồng quốc tế xem là lãnh thổ Thổ Nhĩ Kỳ chiếm của Cộng hòa Síp.
Ngoài vai trò hành chính và lập pháp, Nicosia còn là trung tâm tài chính và thương mại quốc tế trên đảo. Năm 2012, Nicosia đứng thứ 5 thế giới về sức mua tương đối.